# Gentleman's Intermission
"Gentleman's Intermission" é o sexto episódio da quinta temporada da série de televisão de comédia de situação norte-americana 30 Rock, e o 86.° no total da produção. Foi realizado por Don Scardino, que também assumia a função de produtor da temporada, e teve o seu enredo escrito por John Riggi, que também desempenhava a função de co-produtor executivo. A transmissão original nos Estados Unidos ocorreu através da rede de televisão National Broadcasting Company (NBC) na noite de 4 de Novembro de 2010. O episódio contou com participações especiais de Buck Henry, Elizabeth Banks, James Coker, Nikki M. James, e Subhas Ramsaywack. Os jornalistas Ann Curry, Lester Holt, e Meredith Vieira também fizeram participações desempenhando versões fictícias de si mesmos.
No episódio Avery Jessup (interpretada por Banks) quer que o seu esposo Jack Donaghy (Alec Baldwin) se envolva menos na vida de Liz Lemon (Tina Fey). Como resultado, Liz não tem a quem recorrer para conselhos quando o seu pai, Dick Lemon (Henry), a visita, e Jack decide procurar outra pessoa a quem possa orientar.Entretanto, quando Tracy Jordan (Tracy Morgan) vê o seu obituário pré-gravado, pede ao estagiário Kenneth Parcell (Jack McBrayer) para o ajudar a fazer algumas mudanças na sua vida. Entretanto, Jenna Maroney (Jane Krakowski) fica perturbada ao descobrir que ninguém se preocupou em fazer um obituário para si e decide resolver o assunto por conta própria.
Em geral, os críticos especialistas em televisão do horário nobre receberam "Gentleman's Intermission" com opiniões favoráveis, atribuindo diversos elogios à abordagem da relação única e divertida entre Jack e Liz. A participação de Buck Henry foi universalmente aplaudida, embora alguns a tenham achado sub-aproveitada e a sua trama um pouco forçada. A trama dos obituários também recebeu condecorações, mas foi constatado que nem todas as piadas funcionaram. Mesmo assim, o episódio foi adicionado a listas que celebram os melhores momentos de 30 Rock, com alguns analistas de televisão considerando-o um dos melhores da temporada.
De acordo com os dados publicados pelo sistema de mediação de audiências Nielsen Ratings, "Gentleman's Intermission" foi assistido por uma média de 5,311 milhões de agregados familiares durante a sua transmissão original norte-americana, registando uma classificação de 2,4 e 7 de share entre os telespectadores pertencentes ao perfil demográfico dos 18 aos 49 anos de idade. Em comparação ao episódio anterior, o desempenho na faixa 18-49 aumentou em 9%, enmquanto o número total de telespectadores cresceu em 2%. Além disso, o episódio permitiu a 30 Rock ter um crescimento de 26% na audiência de adultos 18-49 em relação ao programa transmitido antes de si na sua transmissão original, ganhando em 15% em número de telespectadores.

## Produção e desenvolvimento
"Gentleman's Intermission" é o sexto episódio da quinta temporada de 30 Rock. A filmagem principal decorreu no dias 27 e 29 de Setembro de 2010, nos Estúdios Silvercup em Manhattan, Cidade de Nova Iorque, com filmagem adicional a 2 de Outubro. O episódio foi realizado por Don Scardino e teve o seu argumento escrito por John Riggi. Para Scardino, que também assumia a função de produtor da temporada, esta foi a sua 31.ª vez a trabalhar na direção de um episódio de 30 Rock, expandindo o seu recorde como o realizador com a maior quantidade de episódios realizados. Para Riggi, que além de já ter realizado episódios do seriado, era também um dos produtores executivos da temporada, foi a sua 9.ª vez a receber crédito pelo guião de um episódio da série, assim como a primeira na temporada. Embora os seus nomes tenham sido listados ao longo das sequências de crédito, os atores Judah Friedlander e Keith Powell, respetivos intérpretes das personagens Frank Rossitano e James "Toofer" Spurlock em 30 Rock, não participaram deste episódio.
A atriz Elizabeth Banks regressou a "Gentleman's Intermission" no papel de Avery Jessup, personagem que destaca a natureza peculiar da relação entre Jack e Liz. A amizade entre Jack e Liz vinha sendo alvo de muita especulação entre os fãs da série, dada a dinâmica única e evidentemente platónica da dupla. Tina Fey — criadora, produtora executiva, argumentista-chefe, co-showrunner e intérprete de Liz em 30 Rock — já afirmou categoricamente que as personagens jamais teriam um envolvimento romântico, considerando essa abordagem como uma solução demasiado fácil e previsível em séries televisivas avançadas, especialmente após várias temporadas. Por sua vez, Alec Baldwin, ator que dá vida a Jack, partilhava da mesma opinião, enfatizando que a força da série reside precisamente na tensão e complexidade dessa relação sem conotações amorosas. Para Baldwin, os personagens estavam essencialmente "casados" com os seus empregos e carreiras. Este tópico foi abordado como um elemento da trama em episódios como "Verna" e "Mrs. Donaghy", mas recebeu abordagem direta na temporada final do seriado, na qual Liz e Jack conversaram sobre os motivos da sua relação nunca ter evoluído a um romance em "Florida", e Jack reconheceu Liz como a única pessoa que nunca afastou episódio final, subvertendo os tropos tradicionais das sitcoms e realçando que a sua relação mais gratificante não era romântica.
O episódio apresenta também a segunda e última participação de Buck Henry, após "Ludachristmas", que regressou ao seriado para desempenhar o papel do pai de Liz, Dick Lemon. Além disso, participações especiais de diversos correspondentes do programa matinal norte-americano The Today Show: Meredith Vieira, Lester Holt e Ann Curry — todos desempenhando versões fictícias de si mesmos, continuando a tradição da série em integrar personalidades reais do jornalismo na narrativa. Esta foi a quinta participação de Vieira na série e a quarta de Holt, enquanto para Curry, foi a sua única.
No episódio, Jenna reclama sobre como ninguém da NBC lhe pediu material para elaborarem um obituário para ela. Porém, em "Jackie Jormp-Jomp", episódio da terceira temporada, os produtores da cerimónia dos Kids Choice Awards presumiram que ela estava morta e fizeram um obituário para ela. Além disso, a lista de obituários da NBC incluia Kim Jong-il, então líder supremo da Coreia do Norte, que viria a falecer em Dezembro de 2011 e havia sido incluso no enredo de 30 Rock a partir do episódio "Everything Sunny All the Time Always" ainda na quinta temporada.

## Enredo
O casal Jack Donaghy (Alec Baldwin) e Avery Jessup (Elizabeth Banks) debatem sobre o nome da filha deles por nascer. Quando Avery sugere Charlotte, Jack recusa a proposta, alegando que Liz Lemon (Tina Fey), sua colaboradora e protegida, conheceu uma Charlotte no tempo de escola e não gostava dela. Essa situação revela a preocupação de Avery com a relação única entre Jack e Liz, levando-a a exigir que Jack imponha limites claros e trate Liz como qualquer outro funcionário. Por sua vez, Liz enfrenta uma situação pessoal delicada com o seu pai, Dick Lemon (Buck Henry). Ele liga-lhe a avisar que irá visitá-la em Nova Iorque, mas sem a companhia da esposa Margaret Lemon. Quando chega ao apartamento dela, Dick revela estar numa espécie de pausa no casamento, mas Liz suspeita que essa seja apenas uma desculpa para justificar a sua ida à cidade em busca de novas aventuras amorosas. Então, Liz rejeita a ideia de alojar o pai, acreditando que ele está a tentar aproveitar-se da situação no casamento. Liz liga para Jack para pedir conselho, mas a chamada é atendida por Avery, que insiste que Liz deve resolver os seus problemas sozinha e distante da habitual intermediação de Jack.
Com o passar do tempo, fica evidente a dependência mútua entre Liz e Jack: Liz recorre frequentemente ao apoio e conselhos de Jack para lidar com as dificuldades pessoais e profissionais, enquanto Jack sente um vazio na sua vida sem a sua protegida. Na tentativa de substituí-la, Jack experimenta outros candidatos, incluindo Jonathan (Maulik Pancholy), Tracy, Jenna e até Avery, mas conclui que ninguém reúne as características únicas que fazem de Liz a sua verdadeira pupila. No desenlace, Avery aceita a peculiar amizade entre Jack e Liz, reconhecendo a importância desse vínculo para ambos e promovendo a sua reconciliação. Para resolver o conflito familiar de Liz, Jack telefona para o pai dela, fingindo ser o namorado zangado de uma das mulheres com quem Dick esteve em Nova Iorque, o que rapidamente resolve a situação.
Ao mesmo tempo, Kenneth Parcell (Jack McBrayer) descobre que a NBC está a preparar um obituário para Tracy Jordan (Tracy Morgan), um procedimento comum para celebridades do canal. Kenneth mostra o vídeo a Tracy, que fica descontente com a imagem deixada pela sua carreira e decide tentar mudar o seu legado. Paralelamente, Jenna Maroney (Jane Krakowski) descobre que não existe um obituário gravado para si e, sentindo-se menosprezada, decide criar o seu próprio. Tracy elabora um plano para melhorar a sua reputação: pretende resgatar um gato ameaçado por Kenneth, que fingirá um ataque com um martelo, enquanto ele o salva com uma katana. Contudo, o plano falha quando Tracy se distrai ao saber que o seu filme Hard To Watch estava a receber nomeações para o Óscar e ao recordar que esqueceu o filho em Atlantic City. Surpreendentemente, Jenna acaba por salvar o gato sem querer e obtém reconhecimento, melhorando assim a sua imagem pública.

## Referências culturais

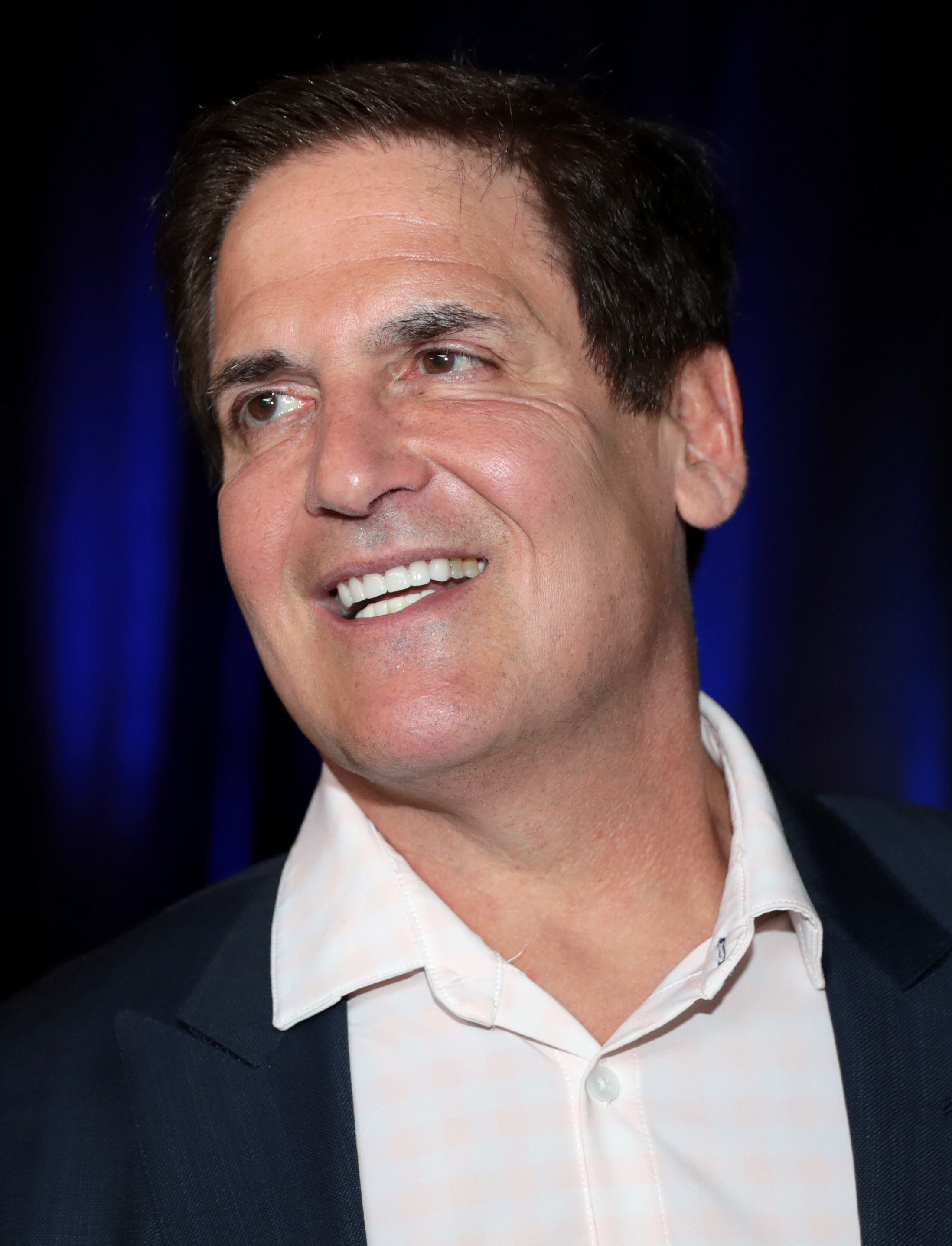
Mark Cuban foi mencionado no episódio.

### Análises da crítica

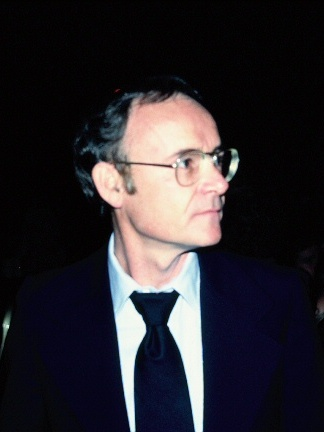
Buck Henry foi amplamente elogiado pela sua participação especial.